# Rocé
Rocé är en kommun i departementet Loir-et-Cher i regionen Centre-Val de Loire i de centrala delarna av Frankrike. Kommunen ligger i kantonen Selommes som tillhör arrondissementet Vendôme. År 2022 hade Rocé 220 invånare.

## Befolkningsutveckling
Antalet invånare i kommunen Rocé
| Referens: INSEE |